# 勝俣乙吉郎
勝俣 乙吉郎（かつまた おときちろう、天保13年（1842年） - 明治5年（1872年）6月）は、幕末の武士（飯野藩士）、剣術家。

## 生涯
飯野藩足軽・能城国信の次男として生まれる。12歳から藩の剣術指南役・森要蔵の内弟子となり北辰一刀流剣術を学ぶ。16歳で同藩士・勝俣元右衛門の養子となる。
文久3年（1863年）、大坂定番となった藩主・保科正益に伴い大坂に赴く。大坂では、主君の三河吉田藩主・松平信古が大坂城代を務めていたため在坂していた鏡新明智流の坂部大作と試合をし、足がらみで倒した。また、大坂講武所のフランス人の銃剣術教官とも試合をし、竹刀で銃剣を打ち落とし突きを入れてから、これも足がらみで倒したという。
戊辰戦争では、藩主の命令で会津へと派遣される師の森要蔵に従い、会津に赴いた。会津の各地で転戦したが負傷したため飯野に帰った。乙吉郎が帰った後、要蔵・虎雄親子は戦死した。
明治3年末（1871年）、森要蔵の娘で剣術・鎖鎌術の達人であったふゆと結婚した（ふゆは再婚）。
明治5年（1872年）、二人の間に鉄太郎が生まれたが、同年6月（1872年）、31歳で病没した。
ふゆはその後、野間好雄と再婚し、講談社創業者の野間清治を産んだ。